# Elombe Brath
Cecil Elombe Brath (30 de setembro de 1936 — 19 de maio de 2014) foi um ativista pan-africanista, nascido em Nova Iorque de ascendência barbadiana, mais conhecido por ter fundado a Coalizão Patrice Lumumba. Foi um ativista influente, reconhecido por Stokely Carmichael como o "Reitor dos Nacionalistas do Harlem" e por Dudley Thompson como um "ícone do movimento pan-africano".

## Biografia
Nasceu no Brooklyn, Nova Iorque, para onde seu pai imigrou da ilha de Barbados na década de 1920. Brath foi criado no Harlem e em Hunts Points, no Bronx, e estudou na High School of Industrial Art (hoje Art and Design), mais tarde ganhando uma bolsa de estudos para a School of Visual Arts.
Em 1956, foi um dos cofundadores African Jazz-Art Society & Studios para "reivindicar o jazz como uma música de tradições contemporâneas africanas que deve ser controlada por artistas negros", e em 1962, começou a trabalhar como artista gráfico para a ABC, permanecendo lá até sua aposentadoria em 1999.
Brath lutou pela abolição do termo negro e, em 1961, lançou uma campanha "Black Is Beautiful", com uma série de desfiles de moda afrocêntrica com mulheres afro-americanas que eram conhecidas como as modelos Grandassa e ostentavam grandes cabelos afro.
Em 1975 Brath fundou, junto com Irving Davis, a Coalização Patrice Lumumba, que defendia o direito à autodeterminação de angolanos, sul-africanos e namibianos e outros movimentos de libertação africanos. Em 1976, a coalização divulgou um memorando político pedindo o apoio do Exército de Libertação do Zimbábue. Em 1977 eles chamaram a atenção para um boicote de "Ipi Tombi", um musical da Broadway que supostamente representava de maneira errada a vida no regime do apartheid.
Brath foi o apresentador do programa de rádio de Nova Iorque Afrikaleidoscope na WBAI, e frequentemente organizou eventos e conversas na cidade para chamar a atenção para a política africana e eventos atuais.
Em 2003, Brath cofundou a União Mundial da Diáspora Africana (UMDA) para defender a unificação da diáspora africana política, cultural e economicamente com a África. A UMDA foi oficialmente lançada em 2004.
Os grandes pensadores que Brath contava como influências incluíam Marcus Garvey, Malcolm X, Carlos A. Cooks e seu primo Clennell Wickham — que declarou uma batalha política em prol dos negros da classe trabalhadora em Barbados durante a época colonial.
Brath faleceu no Harlem aos 77 anos.